# Stanisław Januszkiewicz
Stanisław Januszkiewicz (ur. 8 czerwca 1903 w Kijowie, zm. 7 października 1979 w Krakowie) – polski lekarz, profesor nauk medycznych, radiolog, prorektor Akademii Medycznej (obecnie Collegium Medicum UJ) w Krakowie 1964–1971. Syn Aleksandra Januszkiewicza.

## Życiorys
Naukę rozpoczął w prywatnej szkole rosyjskiej w Kijowie, po wybuchu rewolucji październikowej uczęszczał do szkoły polskiej. W 1919 przybył wraz z rodzicami do Warszawy, gdzie w 1922 zdał maturę, a następnie przeniósł się wraz z rodzicami do Wilna, gdzie jego ojciec Aleksander Januszkiewicz objął katedrę chorób wewnętrznych Uniwersytetu Stefana Batorego.
Zdał egzamin wstępny i został przyjęty na Wydział Sztuk Pięknych Uniwersytetu Stefana Batorego, ale po roku przeniósł się na Wydział Lekarski tegoż uniwersytetu. W 1928 uzyskał stopień doktora wszech nauk lekarskich. Specjalizował się jednocześnie w zakresie chorób wewnętrznych i radiologii, od 1934 jako adiunkt kierował oddziałem rentgenodiagnostyki. Odbył szkolenia w zakresie radiologii w ośrodkach zagranicznych w Wiedniu, Paryżu, Londynie, Berlinie i Eindhoven u znanych pionierów radiologii. W 1939 habilitował się w dziedzinie rentgenologii lekarskiej pod opieką prof. Karola Mayera w Poznaniu na podstawie pracy Kimografia radiologiczna serca.
Główne zainteresowania naukowe profesora skupiały się początkowo na zagadnieniach technicznych (w 1935 opatentował pierwowzór obecnie powszechnie stosowanej przesłony głębinowej – patent nr 21878 z 25.09.1935), a następnie objęły diagnostykę nowotworów, głównie ziarnicy złośliwej.
We wrześniu 1939 został zmobilizowany i przydzielony do Szpitala Wojskowego w Białymstoku. Po zakończeniu kampanii wrześniowej wrócił do Wilna, gdzie podjął pracę w szpitalu. Po kilku miesiącach doznał ciężkich zmian popromiennych, których skutki trwały kilka lat, mimo to nie przerwał pracy lekarskiej. W 1945 wrócił do Polski, obejmując stanowisko kierownika oddziału rentgenologicznego w szpitalu w Kaliszu.
W 1949 przeniósł się do Gliwic, gdzie objął stanowisko kierownika Zakładu Radiologii Państwowego Instytutu Przeciwrakowego. Jednocześnie został powołany na stanowisko kierownika Katedry Radiologii nowo utworzonej Śląskiej Akademii Medycznej w Zabrzu-Rokitnicy. Obok pracy organizatorskiej w nowej uczelni wielką pasją prof. Stanisława Januszkiewicza była także dydaktyka – był autorem pięciokrotnie wznawianego podręcznika Diagnostyka rentgenowska ogólna – podręcznik dla studentów oraz twórcą bogatego archiwum dydaktycznego.
W 1957 został mianowany profesorem zwyczajnym i w tym samym roku otrzymał nominację na stanowisko kierownika Katedry Radiologii Akademii Medycznej w Krakowie. Na stanowisku tym pozostawał do 1973. W latach 1964–1971 pełnił funkcję prorektora Akademii Medycznej w Krakowie.
Przewodniczący Komitetu Organizacyjnego XVIII (Katowice 1956) oraz XXII (Kraków 1964) Zjazdu Polskiego Lekarskiego Towarzystwa Radiologicznego, którego członkiem honorowym został w 1977.
Został pochowany na Cmentarzu Salwatorskim w Krakowie (sektor SC11-1-2).

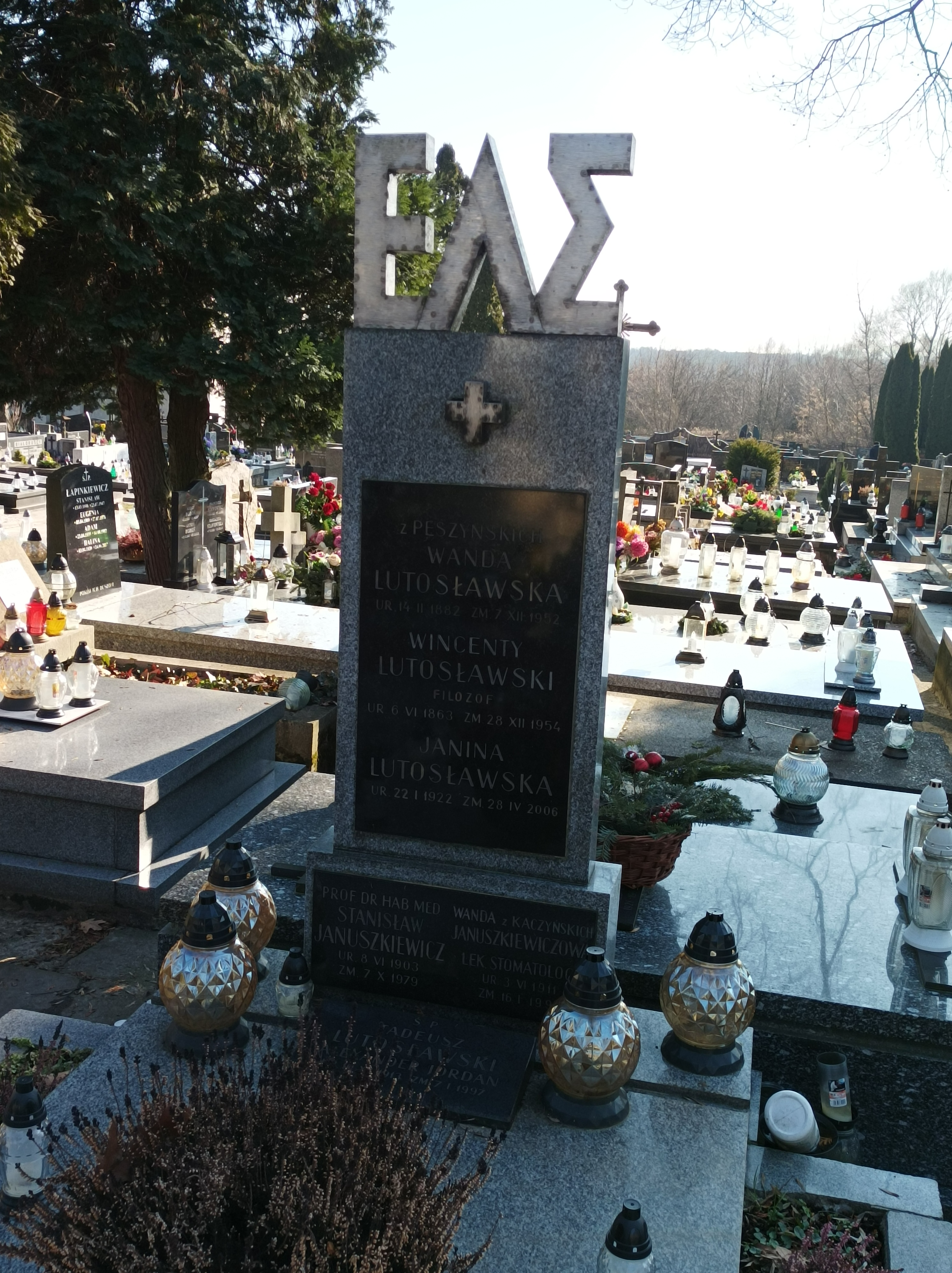
Grób Wincentego Lutosławskiego i Stanisława Januszkiewicza na Cmentarzu Salwatorskim

## Ordery i odznaczenia
- Krzyż Komandorski Orderu Odrodzenia Polski (1969)
- Krzyż Oficerski Orderu Odrodzenia Polski (1964)
- Złoty Krzyż Zasługi (1 maja 1952)[3]
- Złota Odznaka „Za Pracę Społeczną dla Miasta Krakowa” (1972)